# John Landquists pris
John Landquists pris – szwedzka nagroda literacka przyznawana przez szwedzkie Towarzystwo Dziewięciu, ufundowane testamentem szwedzkiej pisarki Lotten von Kræmer.

## Nagroda
Nagroda została ustanowiona w 1991 roku w imieniu szwedzkiego krytyka literackiego Johna Landquista. Jest przyznawana twórcom esejów oraz krytykom literackim.
Wysokość nagrody wynosi od 50 000 do 200 000 koron szwedzkich.

## Laureaci
Od 1991 roku laureatami nagrody zostali:
- 1991 – Madeleine Gustafsson (50 000 koron szwedzkich)
- 1993 – Bengt Anderberg(inne języki) (50 000 koron szwedzkich)
- 1994 – Horace Engdahl (75 000 koron szwedzkich)
- 1995 – Anders Cullhed(inne języki) (75 000 koron szwedzkich)
- 1996 – Knut Ahnlund (100 000 koron szwedzkich)
- 1997 – Anders Olsson (100 000 koron szwedzkich)
- 1998 – Anders Ehnmark(inne języki) (100 000 koron szwedzkich)
- 1999 – Svante Nordin(inne języki) (100 000 koron szwedzkich)
- 2000 – Michael Nordberg(inne języki) (100 000 koron szwedzkich)
- 2001 – Tore Frängsmyr(inne języki) (100 000 koron szwedzkich)
- 2002 – Nathan Shachar(inne języki) (100 000 koron szwedzkich)
- 2003 – Johan Asplund(inne języki) (100 000 koron szwedzkich)
- 2004 – Göran Hägg(inne języki) (100 000 koron szwedzkich)
- 2005 – Lars Lönnroth(inne języki) (125 000 koron szwedzkich)
- 2006 – Anders Piltz(inne języki) (125 000 koron szwedzkich)
- 2007 – Bengt Jangfeldt(inne języki) oraz Bengt af Klintberg (po 125 000 koron szwedzkich)
- 2008 – Lars Gustafsson oraz Gunnar D. Hansson(inne języki) (po 125 000 koron szwedzkich)
- 2009 – Ola Larsmo(inne języki) (125 000 koron szwedzkich)
- 2010 – Lisbeth Larsson(inne języki) oraz Ingemar Nilsson(inne języki) (po 125 000 koron szwedzkich)[1]
- 2011 – Bengt Landgren(inne języki) oraz Henrik Berggren(inne języki) (po 150 000 koron szwedzkich)[1]
- 2012 – Fredrik Sjöberg(inne języki) (150 000 koron szwedzkich)[1]
- 2013 – Martin Kylhammar(inne języki) (150 000 koron szwedzkich)[1]
- 2014 – Hans Henrik Brummer(inne języki) oraz Carl-Johan Malmberg(inne języki) (po 150 000 koron szwedzkich)[2]
- 2015 – Lars Kleberg(inne języki)[3] oraz Arne Melberg(inne języki)[4] (po 150 000 koron szwedzkich)[2]
- 2016 – Nils Uddenberg(inne języki)[5] (150 000 koron szwedzkich)[2]
- 2017 – Gunnar Wetterberg(inne języki)[6] (200 000 koron szwedzkich)[2]
- 2018 – Jens Liljestrand(inne języki)[7] (200 000 koron szwedzkich)[2]
- 2019 – Ulrika Milles(inne języki)[8], Per Rydén(inne języki)[9] oraz Jenny Westerström(inne języki)[10] (po 200 000 koron szwedzkich)[2]
- 2020 – Ernst Brunner(inne języki) (200 000 koron szwedzkich)[2][11]